# Portale del trionfo Doria
Il portale del Trionfo Doria è un portale in marmo bianco, scolpito in epoca rinascimentale, attribuito allo scultore di origine ticinese Pace Gaggini e variamente datato tra il 1470 e il 1493, sito a Genova in Via David Chiossone, civ. 1, presso le case dei Doria di Piazza san Matteo.

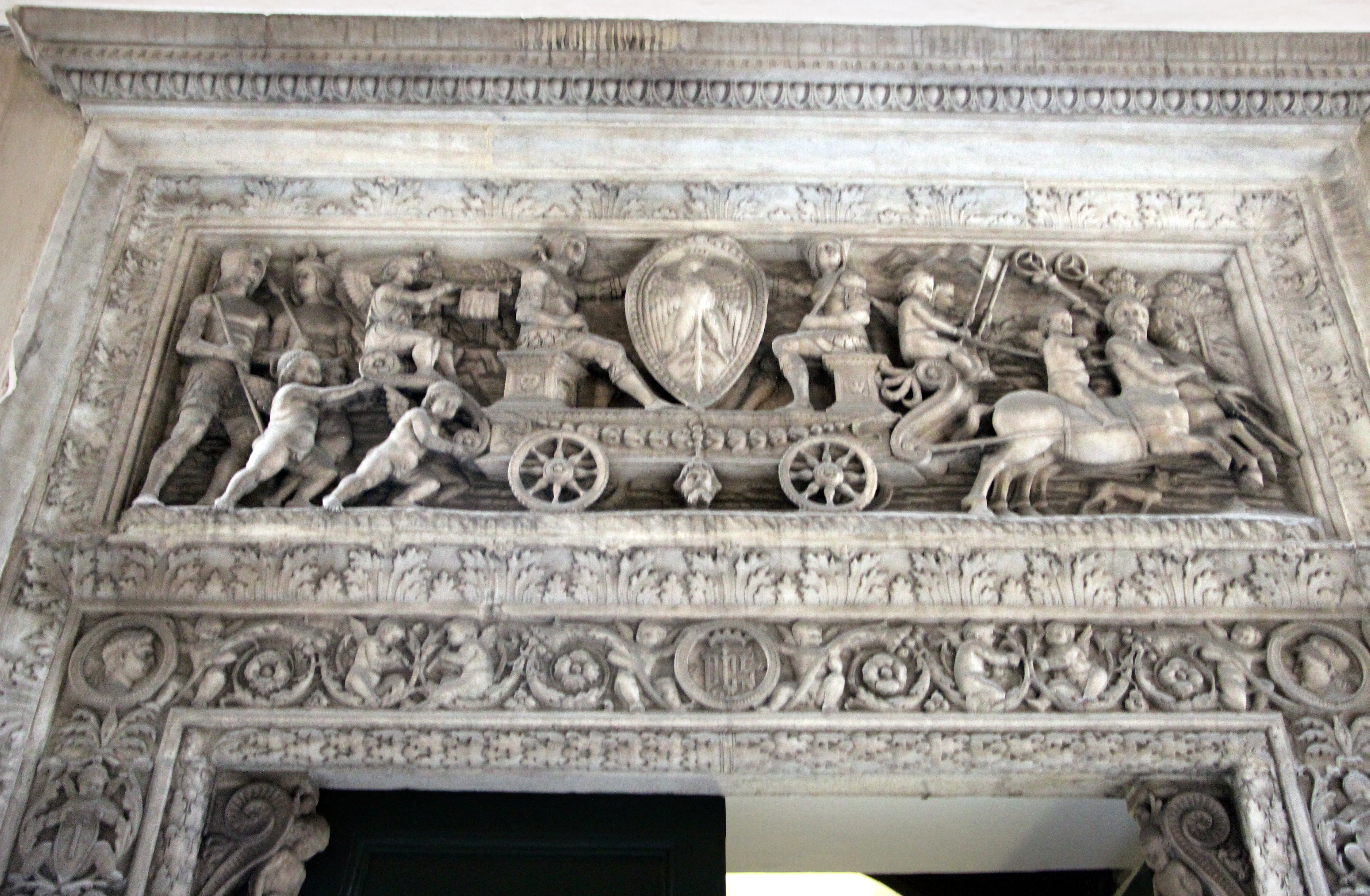

## Descrizione
Non è nota la genesi del portale, considerato fra i più importanti portali del rinascimento genovese, per la qualità dei rilievi e lo stato di conservazione. La superficie del portale è interamente ricoperta dalla decorazione a rilievo, racchiusa in una cornice tubolare, che presenta una decorazione a foglie di quercia all'interno, e a foglie di acanto all'esterno. 
I due stipiti sono interamente occupati da alte candelabre, simmetriche, composte da motivi fitomorfi intrecciati a putti musicanti, nelle quali risaltano, in cima e a metà, medaglioni con profili all'antica, ispirati a profili di imperatori romani. Il piedistallo delle candelabre, è costituito dal motivo del "tricipitium", ossia tre volti barbuti accostati, interpretati variamente come rappresentazioni della trinità, della virtù della prudenza, ovvero alla triade "Deus Homo Natura" derivato dalla Hypnerotomachia Poliphili di contenuto ermetico.
Sull'architrave, ancora putti musicanti si alternano ad altri con cornucopie, incorniciando al centro il medaglione con il trigramma cristologico "IHS", frequente nei portali genovesi dell'epoca, che rimanda alla predicazione di san Bernardino da Siena avvenuta a Genova nella prima metà del Quattrocento. 
La cartella superiore reca la raffigurazione del Trionfo dell'Aquila Doria che dà nome al portale. La rappresentazione è centrata sulla figura del carro trionfale, figura allegorica di derivazione petrarchesca, anch'essa presente nella Hypnerotomachia di Francesco Colonna sopra citata. Il carro è trainato dai centauri, presenza frequente nei poemi allegorici dell'epoca alludenti all'istintualità domata dalla ragione.